# 羅茲瓦迪夫
49°30′11″N 23°58′1″E / 49.50306°N 23.96694°E

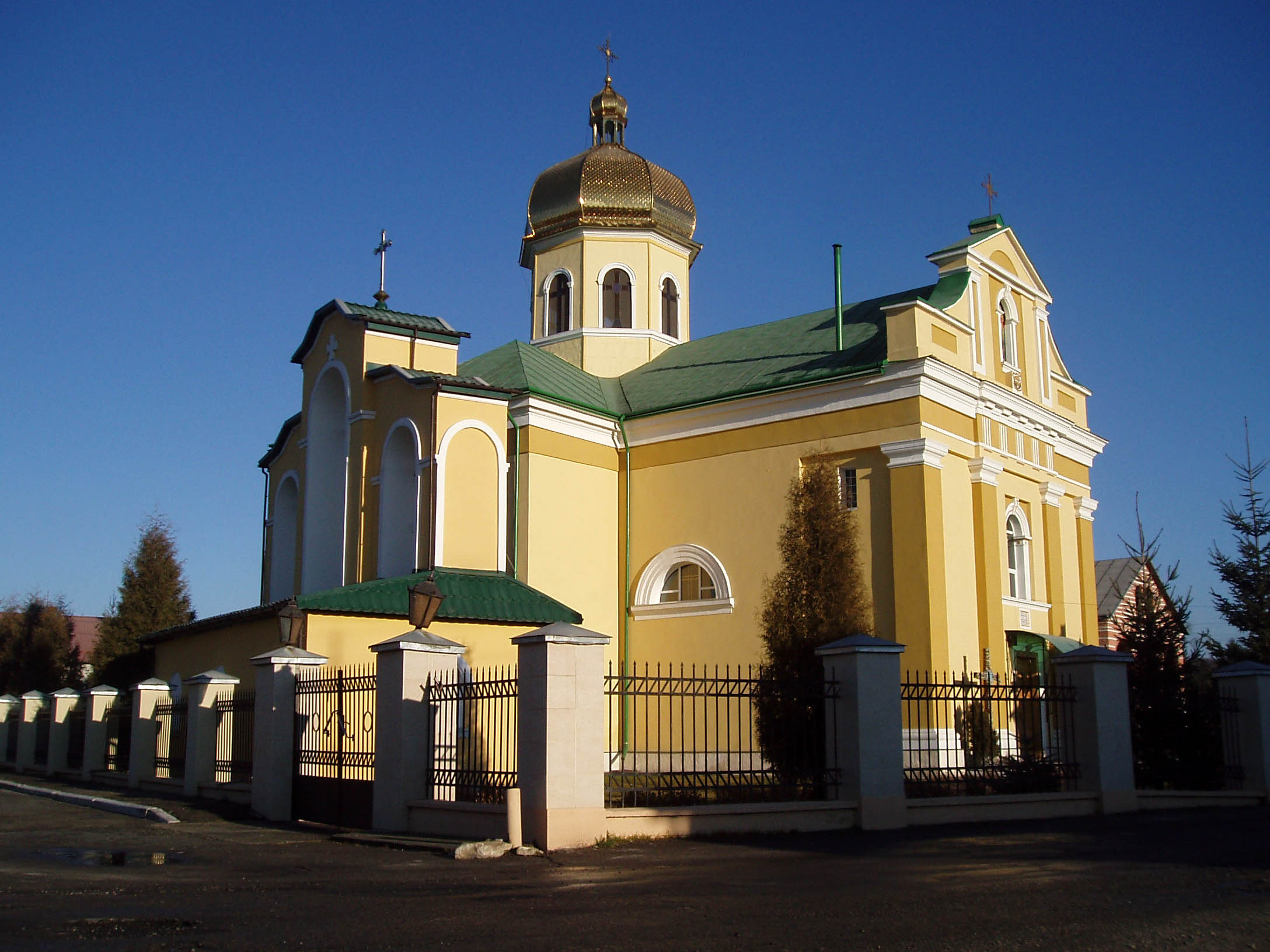
教堂

羅茲瓦迪夫（烏克蘭語：Розвадів），是烏克蘭西部利沃夫州斯特雷區罗兹瓦迪夫市镇内的村落及其行政中心。處於德涅斯特河畔，始建於1467年，面積3.29平方公里，海拔高度265米, 人口3,508。
1. ↑  .   [2024-06-04]. （原始内容存档于2024-02-24）.